# Werner Pögel
Werner Pögel (* 10. Oktober 1904 in Plauen; † 1957 in Dazendorf) war ein deutscher SS-Standartenführer.

## Leben
Werner Pögel war mit Marianne Rohde verheiratet und bekam mit ihr eine Tochter und einen Sohn.
Pögel trat 1928 der SS (SS-Nummer 2.300) und zum 1. Dezember 1929 der NSDAP bei (Mitgliedsnummer 176.702).
Am 10. September 1932 wurde er Adjutant von Georg Altner bei der 26. SS-Standarte „Paul Berck“ in Halle (Saale) und ab 26. September 1932 Führer des III. Sturmbann der 26. SS-Standarte.
Ab 15. Dezember 1933 war er bis zum 31. August 1934 Stabsführer des SS-Abschnitts XVI in Magdeburg. Am 1. September 1934 übernahm der den Dienstposten als Führer der 40. SS-Standarte in Kiel von Johannes Zingler.
Im Anschluss wurde er ab 30. April 1937 bis zum 31. Januar 1938 Stabsführer des SS-Abschnitts VI in Brieg und Mitglied im Lebensborn e.V.
Im 15. Januar 1938 wurde er zum Führer der 23. SS-Standarte „Oberschlesien“ ernannt; diese Stelle behielt er bis 1942. Die Standarte lagerte zuerst in Gleiwitz und ab April 1938 in Beuthen.
Von 1942 bis März 1944 war Pögel inaktiver Führer (d. h. mit Funktionen außerhalb der SS) im persönlichen Stab des Reichsführers SS im SS-Abschnitt XXXIX in Prag. In dieser Zeit übernahm er vertretungsweise bis zum 1. März 1943 die 108. SS-Standarte.
1943 ersetzte er zusammen mit Günter Siegert und Emil Hecke im Zuge der Arisierung Zdeňka Zavřela im Vorstand der Aktienbrauerei Smichov, heute Staropramen.
Ab April 1944 bis Kriegsende diente Pögel unter Karl Hermann Frank als Führer im SS-Oberabschnitt (Oa) Protektorat Böhmen und Mähren in Prag.
| Pögels SS-Ränge        | Ernennung          |
| ---------------------- | ------------------ |
| SS-Sturmführer         | 17. Dezember 1931  |
| SS-Sturmhauptführer    | 1. Dezember 1932   |
| SS-Sturmbannführer     | 15. November 1933  |
| SS-Obersturmbannführer | 15. März 1933      |
| SS-Standartenführer    | 15. September 1935 |

## Nachkriegszeit
Nach dem Zweiten Weltkrieg wurde er interniert; er kam aber schon 1946 wieder frei. Er arbeitet danach als Landwirt in Dazendorf, Holstein, ohne jemals zur Rechenschaft gezogen worden zu sein. Er wurde auf der CROWCASS Liste vom März 1947 unter der C.R. File Nummer 12414 von Tschechien wegen Mordes gesucht.

## Auszeichnungen
- SS-Ehrenring[9]
- Deutsches Reichssportabzeichen
- Gemeinsames Ehrenzeichen für die Gaue Sachsen, Bayerische Ostmark, Halle-Merseburg, Hessen-Nassau, Magdeburg-Anhalt und Mecklenburg